# ROG 폰 3
ROG 폰 3(ROG Phone 3)는 에이수스가 2020년 7월 22일 발표한 ROG 스마트폰 시리즈 중 3세대이다.